# Nguyễn Du

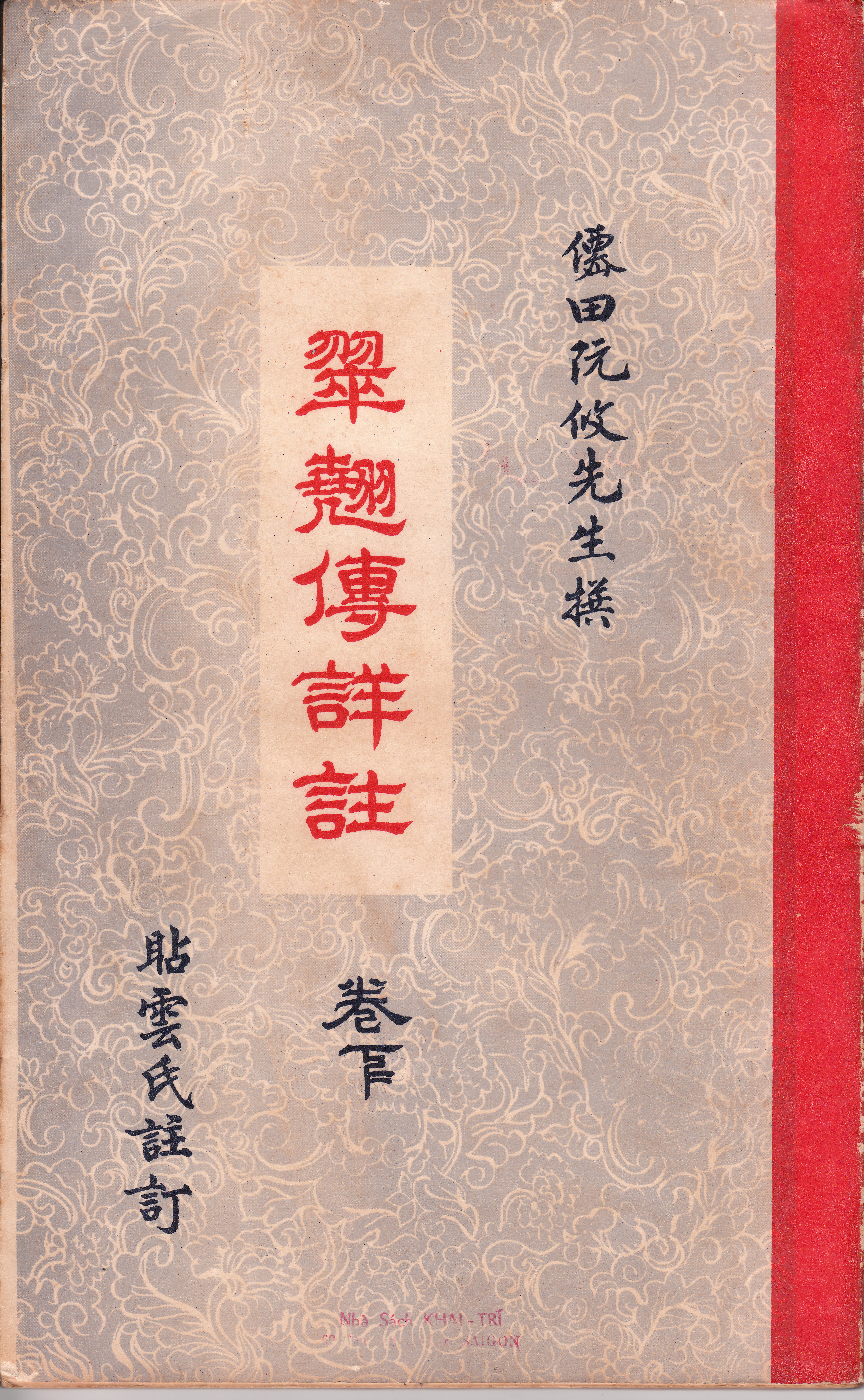
Truyện Kiều, Werk in Chữ-Nôm-Schrift (Druck 1905)

Nguyễn Du (Hán tự: 阮攸; * 1765 in Bích Câu, Thang Long; † 1820) war ein vietnamesischer Dichter und Schriftsteller. Er wurde 1765 in Bich Cau, Thang Long (heute Hanoi) zur Zeit der späteren Lê-Dynastie, in einer alten aristokratischen Gelehrten- und Mandarinfamilie geboren. Sein Vater Nguyễn Nghiễm (阮儼) war Premierminister am Hof der Lê-Könige in Thăng Long (Hanoi) und hatte acht Frauen und 21 Kinder.
Sein bekanntestes Werk ist Truyện Kiều (viet. 傳翹, wörtlich: Die Geschichte der Kiều;, Originaltitel: Đoạn Trường Tân Thanh, 斷腸新聲), die Geschichte des schönen Mädchens, das sich verkauft, um ihren Vater zu retten. Es gehört mit seinen 3254 Versen in der Versform Lục bát bis heute zu den Klassikern der vietnamesischen Literatur, wird als Nationalepos angesehen und ist Standardlesestoff an vietnamesischen Schulen. Es wurde, wie viele Werke des 18. Jahrhunderts, in der Schrift Chữ Nôm verfasst. Es basiert auf der in klassischem Chinesisch geschriebenen Novelle Jin Yunqiao Zhuan (chin. 金雲翹傳, viet. Kim Vân Kiều Truyện) von Qingxin Cairen (chin. 青心才人, viet. Thanh Tâm Tài Nhân), ein Autor, der zum Ende der Ming- (1368–1644) bis Anfang der Qing-Dynastie (1636–1912) lebte.

## Werk
Truyện Kiều, dt. Ausgabe: Das Mädchen Kiều, Verlag Rütten & Loening, Potsdam 1964 (übersetzt von Irene und Franz Faber)
Nguyễn Du verfasste weitere Werke in vietnamesischer und chinesischer Sprache.
| Personendaten    | Personendaten                              |
| ---------------- | ------------------------------------------ |
| NAME             | Nguyễn, Du                                 |
| ALTERNATIVNAMEN  | 阮攸 (Han tu, vietnamesisch)               |
| KURZBESCHREIBUNG | vietnamesischer Dichter und Schriftsteller |
| GEBURTSDATUM     | 1765                                       |
| GEBURTSORT       | Bích Câu, Thang Long                       |
| STERBEDATUM      | 1820                                       |